# Xã Somonauk, Quận DeKalb, Illinois
Xã Somonauk (tiếng Anh: Somonauk Township) là một xã thuộc quận DeKalb, tiểu bang Illinois, Hoa Kỳ. Năm 2010, dân số của xã này là 2.101 người.